# Mancha Verde Baixada
GRCES Mancha Verde Baixada é uma escola de samba de Praia Grande, São Paulo. Fundada como bloco carnavalesco, participa a alguns anos do carnaval de sua cidade.
No ano de 2010 desfilou pela primeira vez como escola de samba e sagrou-se campeã cantando um enredo sobre as comemorações festivas brasileiras.

## Segmentos

### Presidentes
| Nome                                 | Mandato        | Ref.        |
| ------------------------------------ | -------------- | ----------- |
| Luiz Santos de Paula Cruz "Luizinho" | ? - atualidade | [ 4 ] [ 5 ] |

### Presidentes de honra
| Nome            | Mandato        | Ref.  |
| --------------- | -------------- | ----- |
| Paulinho Serdan | ? - atualidade | [ 5 ] |

### Diretores
| Ano  | Diretor de Carnaval | Diretor geral de harmonia | Mestre de bateria | Ref.  |
| ---- | ------------------- | ------------------------- | ----------------- | ----- |
| 2015 | José Paulo          | Baianinho                 | Rogério           | [ 5 ] |

### Coreógrafo
| Período | Nome            | Ref.  |
| ------- | --------------- | ----- |
| 2015    | Igor Bartchewky | [ 5 ] |

### Mestre-sala e porta-bandeira
| Período | Nome                  | Ref.  |
| ------- | --------------------- | ----- |
| 2015    | Sandra e Paulo Salles | [ 5 ] |

### Rainhas de bateria
| Período | Nome            | Ref.  |
| ------- | --------------- | ----- |
| 2015    | Aline Bernardes | [ 5 ] |

## Carnavais
| Ano  | Colocação   | Grupo    | Enredo                                                              | Carnavalesco | Intérprete                                    | Ref.               |
| ---- | ----------- | -------- | ------------------------------------------------------------------- | ------------ | --------------------------------------------- | ------------------ |
| 2009 | 3º lugar    | Especial | Pernambuco uma nação cultural                                       |              |                                               |                    |
| 2010 | Campeã      | Especial | Viagem ao Mundo Encantado do nosso Brasil Festeiro"                 | Paulinho     |                                               |                    |
| 2011 | 3° lugar    | Especial | O Mundo Mágico dos Alquimistas, Grandes Gênios da Ciência           | Paulinho     | Adriano                                       |                    |
| 2012 | Vice-campeã | Especial |                                                                     |              | Waguinho                                      | [ 6 ]              |
| 2013 | Campeã      | Especial |                                                                     |              |                                               | [ 7 ]              |
| 2014 | 4º lugar    | Especial |                                                                     |              |                                               | [ 8 ] [ 9 ] [ 10 ] |
| 2015 | 6º lugar    | Especial | Quem não arrisca, não petisca Compositores: Baianinho e Lelo Garoto | Mauro Santos | Vaguinho, Fred Vianna, Adriano e Alex Santana | [ 11 ] [ 1 ] [ 5 ] |